# Waldbrände in Südfrankreich 2017
Die Waldbrände in Südfrankreich 2017 waren eine Naturkatastrophe, die vom Montag, dem 24. Juli 2017 bis zum Donnerstagvormittag dem 27. Juli 2017 in Südfrankreich und auf der Insel Korsika wüteten. Die Brände haben mehr als 7000 Hektar Vegetation zerstört.

## Überblick

### Provence und Côte d’Azur
Am 24. Juli 2017 brach nach heftigen Winden in der Gemeinde La Bastidonne in der Provence nördlich von Aix-en-Provence Waldbrände aus. Der Fernsehsender Franceinfo berichtete am Dienstag, dass 20 Feuerwehrleute und Polizisten verletzt worden seien oder Rauchvergiftungen erlitten hätten. In der Mittwochnacht wurden mindestens 10.000 Bewohner und Touristen in Sicherheit gebracht. Zwischenzeitlich haben die Einsatzkräfte das 800 Hektar große Gebiet unter Kontrolle gebracht. Bei Saint-Tropez im Département Var verbrannten mehr als 200 Hektar Wald in La Croix-Valmer. Nach den ersten Informationen kam niemand zu Schaden.
Im Luberon im Département Vaucluse verbrannten rund 800 Hektar Wald; die Bewohner von rund hundert Häusern in Mirabeau und in einem Nachbarort mussten diese verlassen.

### Korsika
Auf der Insel Korsika verbrannte das Feuer bei Aléria rund 110 Hektar Land. Dieser Brand ist unter Kontrolle. Bei Biguglia verbrannten mehrere Fahrzeuge und ein Sägewerk, zahlreiche Bewohner wurden evakuiert.